# راسکو رابینسون
راسکو رابینسون (انگلیسی: Roscoe Robinson؛ زادهٔ ۲۸ مهٔ ۱۹۲۸) خواننده اهل ایالات متحده آمریکا است.